# Kaliska (powiat chojnicki)
Kaliska – kolonia w województwie pomorskim, w powiecie chojnickim, w gminie Czersk przy drodze krajowej nr 22. 
Miejscowość wchodzi w skład sołectwa Rytel.
W latach 1975–1998 miejscowość administracyjnie należała do województwa bydgoskiego.